# 陈彬 (祁阳)
陈彬，男，中华人民共和国政治人物。

## 生平
陈彬自2017年3月出任湖南省永州市祁阳县扶贫开发办公室党组书记、主任。因在脱贫攻坚战中作出突出贡献，2021年2月25日全国脱贫攻坚总结表彰大会上，陈彬被授予“全国脱贫攻坚先进个人”。
2021年10月，当选为祁阳市人大常委会副主任。